# Jan Chrobák
Jan Chrobák (* 9. Februar 1979 in Louny) ist ein ehemaliger tschechischer Cyclocrossfahrer.
Jan Chrobák wurde 1996 tschechischer Cyclocrossmeister in der Jugendklasse. In den folgenden zwei Jahren wurde er jeweils Dritter in der Juniorenklasse. In der Saison 2002 fuhr er für das tschechische Radsportteam AC Sparta Praha. 2005 gewann Chrobák ein internationales Crossrennen in Trebenice. In der Saison 2007/2008 war er beim G.P. Geba Sarl in Differdange erfolgreich.

## Erfolge
2007/2008
- G.P. Geba Sarl, Differdange

## Teams
- 2002 AC Sparta Praha